# むト
むﾄ（2003年3月6日 - ）は、日本の歌手。
所属事務所はZMC。所属レーベルはソニー・ミュージックレコーズ。

## 来歴
2018年4月5日、砂粒「少女溶解」のカバー動画を、自身のYouTubeに初投稿し音楽活動を開始する。
2022年12月9日、自身初のオリジナル曲「無知」配信リリース。
2023年1月20日、自身2曲目のオリジナル楽曲「silence」配信リリース。3月3日、須田景凪とのコラボ曲「いびつな心 feat. むﾄ」を配信リリース。3月5日、代官山UNITにて、初ワンマンライブ『むﾄ 1st Oneman LIVE 「無色透明」』を開催。3曲目のオリジナル楽曲「レブル」をサプライブ披露。同曲は20歳の誕生日である3月6日に配信リリースされた。3月15日リリースされたMAISONdesのミニアルバム『ノイジールーム』に収録の「トラエノヒメ feat. むﾄ, Sohbana」でボーカルとして参加。7月17日、初のアコースティックライブ『むﾄ Acoustic LIVE #1』を渋谷LOFT HEAVENにて開催。『1st stage「sun」』ではギターとカホン、『2nd stage「moon」』ではピアノとコントラバスを使用し、それぞれ異なる楽器編成で2ステージ演奏した。
2024年1月6日、初のアニメタイアップとなる楽曲「愛故」をソニー・ミュージックレコーズから配信リリース。3月6日、初のCDシングル「愛故/硝子細工」をリリース。

## ディスコグラフィ

### シングル

#### 配信シングル
|     | 発売日        | タイトル | 初出アルバム |
| --- | ------------- | -------- | ------------ |
| 1st | 2022年12月9日 | 無知     |              |
| 2nd | 2023年1月20日 | silence  |              |
| 3rd | 2023年3月6日  | レブル   |              |
| 4th | 2024年1月6日  | 愛故     |              |

#### CDシングル
|     | 発売日       | タイトル      | 販売形態 | 規格品番                     | 初出アルバム |
| --- | ------------ | ------------- | -------- | ---------------------------- | ------------ |
| 1st | 2024年3月6日 | 愛故/硝子細工 | CD       | SRCL-12781（通常盤）         |              |
| 1st | 2024年3月6日 | 愛故/硝子細工 | CD       | SRCL-12782（期間生産限定盤） |              |

### 参加作品
| 発売日         | アーティスト名 | タイトル                               | 収録アルバム   |
| -------------- | -------------- | -------------------------------------- | -------------- |
| 2021年7月28日  | あまね、むﾄ    | ナンセコンナセンス                     |                |
| 2021年8月11日  | 吐息           | ハッピーエンドじゃ愛せない (feat. むﾄ) |                |
| 2022年8月10日  | He & She       | 君とサルビア (She said)                |                |
| 2022年8月10日  | ユノギ シロ    | seimei                                 |                |
| 2023年3月3日   | 須田景凪       | いびつな心 feat. むﾄ                   |                |
| 2023年3月15日  | MAISONdes      | トラエノヒメ feat. むﾄ, Sohbana        | ノイジールーム |
| 2023年11月22日 | もの憂げ       | がらん (feat. むト)                    | 詩華集         |
| 2023年12月27日 | gaogao、むﾄ    | さよなら_imu                           |                |
| 2024年8月14日  | ANMC           | Sad Sad Hot Latte feat.むﾄ             |                |

## タイアップ一覧
| 起用年 | 楽曲 | タイアップ                                                 |
| ------ | ---- | ---------------------------------------------------------- |
| 2024年 | 愛故 | テレビアニメ『百千さん家のあやかし王子』エンディングテーマ |